# Transductor p-subsecuencial
Un transductor p-subsecuencial es un transductor subsecuencial que produce un número {\displaystyle p} de cadenas de salida adicional.
Se puede decir que es un transductor secuencial ampliado para permitir un número finito {\displaystyle p} de cadenas de salida en los estados finales.
Un transductor secuencial es un caso especial de los transductores p-subsecuenciales donde {\displaystyle p=1} y {\displaystyle S(w)={\varepsilon }\;\forall w\in E}.
La p-subsecuencialidad es necesaria cuando hay más de una traducción, es decir, cuando {\displaystyle \eta (w)} es un conjunto de como mucho p traducciones.